# 卡哈魯米昆卡山
9°15′05″S 77°52′41″W / 9.25139°S 77.87806°W
卡哈魯米昆卡山（Qaqa Rumi Kunka），是秘魯的山峰，位於該國北部安卡什大區，由潘帕羅馬斯區和基略區負責管轄，屬於內格拉山脈的一部分，海拔高度4,600米。